# Campeonato Sergipano de Futebol de 1941
O Campeonato Sergipano de Futebol de 1941 foi a 18º edição da divisão principal do campeonato estadual de Sergipe. O campeão foi o Riachuelo que conquistou seu primeiro e único título na história da competição.

## Tabela
| 1941 | Cotinguiba | 15 - 0 | Guarany |  |
|      |            |        |         |  |

## Premiação
| Campeonato Sergipano de 1941  |
| Riachuelo                     |
| ----------------------------- |
| Riachuelo Campeão (1º título) |